# Báculo

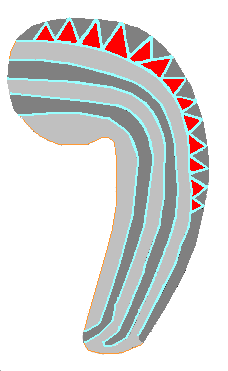
Schematisierter portugiesischer Báculo

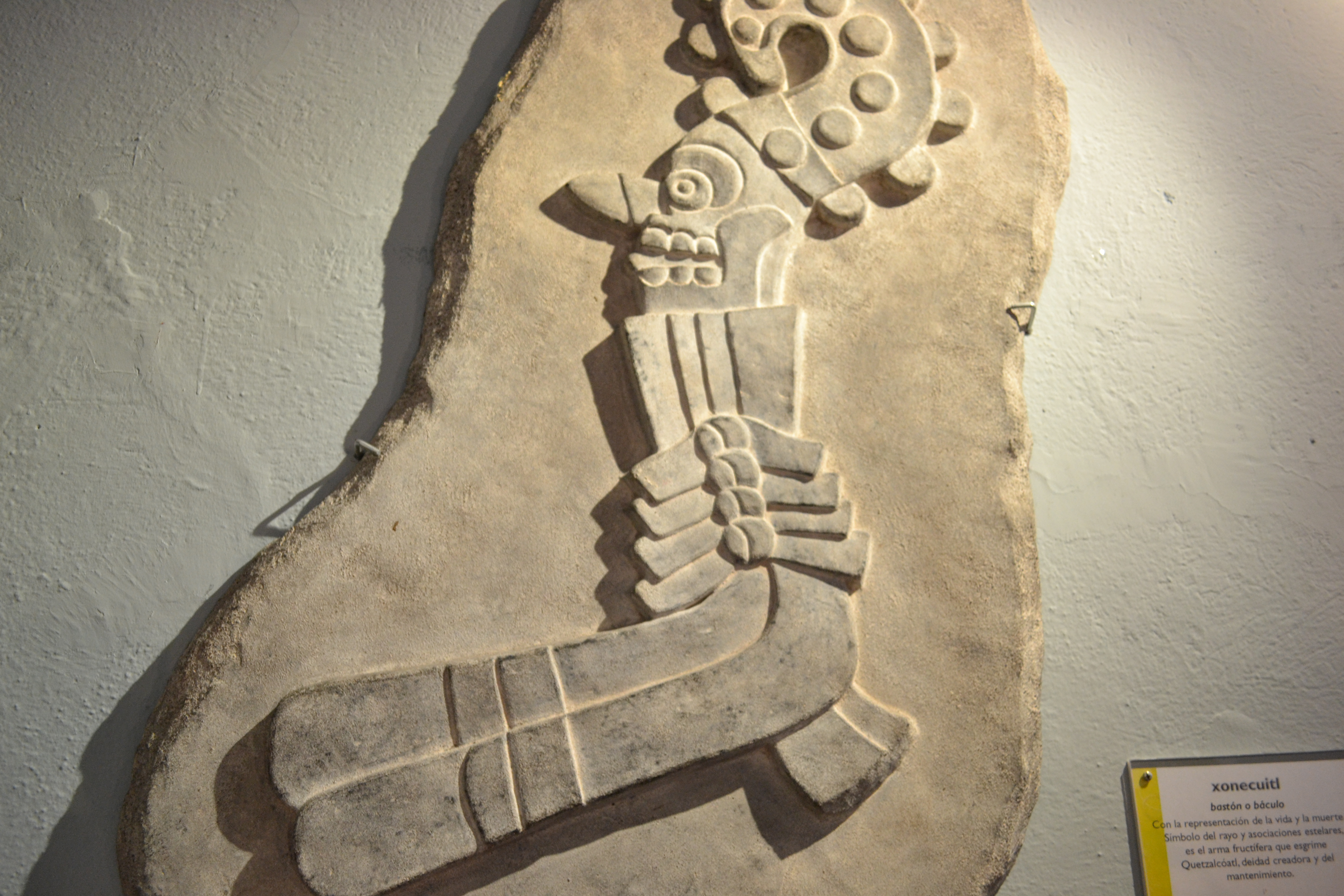
Mexikanischer Báculo

Der Báculo (portugiesisch für „Krumm-“ oder „Bischofsstab“, französisch Crosse; englisch Crook) findet sich als Motiv bei verschiedenen jungsteinzeitlichen Kulturen Westeuropas. Georg und Vera Leisner fanden ihn z. B. in der Anta da Estria. Die zahllosen Báculos auf dem Kopfstein der Megalithanlage Table des marchands in der Bretagne wurden zunächst als Würdezeichen oder Hirtenstab, später auch als Darstellung von Kriegskeulen angesehen. Die permanente Wiederholung des Motivs ist indes ein Stilmittel der Religion und findet sich beispielsweise auch am Mont Bégo (sh. Stabdolch).

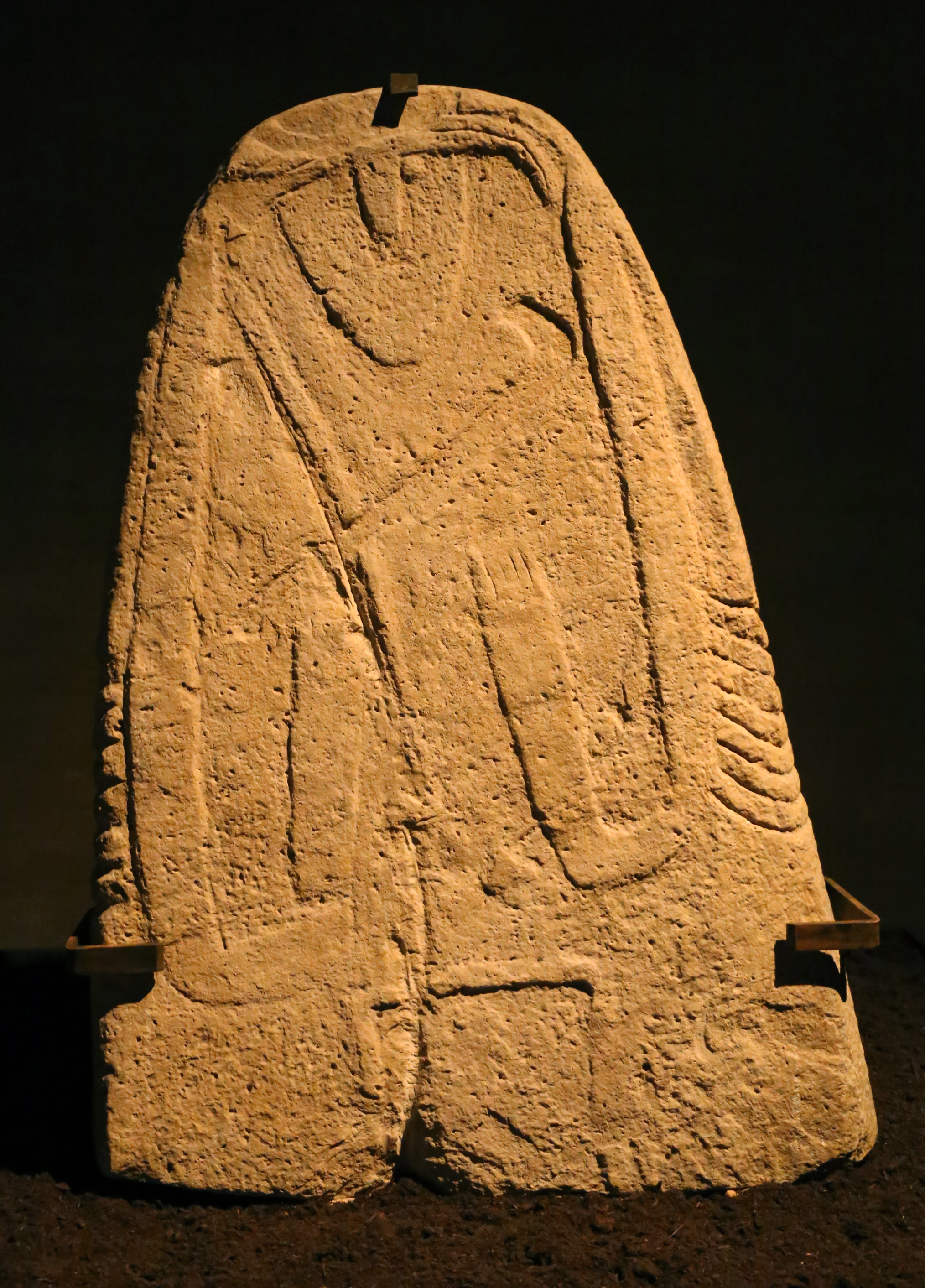
Statuenmenhir mit Báculo - Museum Nimes

Vermutlich sind aber nicht alle Objekte, die unter diesem Begriff zusammengefasst werden, gleich zu deuten. So bestehen stilistische Unterschiede zwischen den iberischen Schieferplattenidolen einerseits und Darstellungen auf südfranzösischen Statuenmenhiren der Chassey-Lagozza-Cortaillod-Kultur andererseits.
Die Größenverhältnisse der Darstellungen auf den okzitanischen „Steles Gardoises“ von Collorgues und auf zweien der Steine im portugiesischen Cromlech von Almendres stützen eine Deutung als Keule nicht. Aufgrund von Form und Dimensionen wird von Walkowitz für einen Teil der Báculos eine Deutung als Phallus erwogen.
Die Form ist weitverbreitet. So finden sich halbwegs ähnliche gezeichnete oder plastische Objekte z. B. in Zaerzentmihály und Szegvár-Tűzköves (Komitat Csongrád, Ungarn), in Warna Grab 36 (Bulgarien) und „El Estanislado“ (Spanien).